# Women in War
Women in War è un film del 1940 diretto da John H. Auer.